# Azorská rallye 2009
Azorská rallye 2009 (Oficiálně 44. Sata Rally Acores) byla čtvrtou soutěží v rallye v šampionátu IRC 2009 v roce 2009. Soutěž se uskutečnila ve dnech 7. až 9. května na azorských ostrovech. 

## Průběh

### První etapa
Zpočátku se nejlépe dařilo posádkám na vozech Peugeot 207 S2000 v pořadí Freddy Loix, Kris Meeke a Nicolas Vouilloz. Za nimi byly posádky týmu Škoda Motorsport v pořadí Jan Kopecký a Juho Hänninen, kteří jeli na vozech Škoda Fabia S2000. V pátek se ale Hänninen pustil do souboje s Meekem o vítězství. Ve čtvrtém testu ale vylomil kolo a v posledním havaroval. Kopecký se naopak z šestého místa propracoval na třetí. Vedl Meeke před Vouillozem. Čtvrtý byl Anton Alen a pátý Loix. 

### Druhá etapa
Hänninenovo vůz byl přes noc opraven a Fin s ním vyhrál tři rychlostní zkoušky. Meeke obhajoval vítězství a na druhé místo začal útočit Kopecký. Ze závodu odstoupil jediný vůz Volkswagen Polo S2000. Tým Fiat přišel o jeden ze dvou vozů Fiat Grande Punto Abarth S2000, když odstoupil Basso. V průběhu dne havaroval i Alen a připravil tak tým o body. Poslední rychlostní test byl pro nesjízdnost zrušen a vítězem se tak stal Meeke před Kopeckým a Vouillozem. Čtvrtý skončil Loix a pátý místní jezdec Peres a šestý Franz Wittmann. 
Vítězem mezi vozy, s jednou poháněnou nápravou se stal Denis Millet na voze Peugeot 207 R3, druhý byl Carlos Costa s vozem Citroën C2 R2 a třetí Manuel Villa na voze Fiat Punto S1600. 

## Výsledky
1. Kris Meeke/Paul Nagle - (Peugeot 207 S2000) 2:36:48,3 hod
2. Jan Kopecký/Petr Starý - (Škoda Fabia S2000) + 53,1 sec
3. Nicolas Vouilloz/Nicolas Klinger - (Peugeot 207 S2000) + 1:04,8 sec
4. Freddy Loix/Frédéric Miclotte - (Peugeot 207 S2000) + 2:15,2 min
5. Fernando Peres / José Pedro Silva - (Mitsubishi Lancer Evo IX) + 4:45,2 min
6. Franz Wittmann jr. / Ettel - (Mitsubishi Lancer Evo IX) + 5:33,2 min
7. Conrad Rautenbach / Daniel Barritt - (Peugeot 207 S2000) + 5:35,8 min
8. Ricardo Moura / Sancho Eiró - (Mitsubishi Lancer Evo IX) + 5:41,3
9. Bruno Magalhaes / Carlos Magalhaes - (Peugeot 207 S2000) + 7:03,5
10. Bernardo Sousa / Jorge Carvalho - (Fiat Punto S2000) + 8:13,8